# Campionat del Món d'atletisme en pista coberta de 2014
El Campionat del Món d'atletisme en pista coberta de 2014 fou la quinzena edició del Campionat del Món d'atletisme en pista coberta i es disputà entre els dies 7 i 9 de març a l'Ergo Arena de Sopot (Polònia).

## Medallistes

### Categoria masculina
| Event                   | Or | Or          | Plata                                                                                        | Plata       | Bronze | Bronze      |
| 60 m                    | Richard Kilty (GBR)                                                                                                 | 6.49 PB     | Marvin Bracy (USA)                                                                           | 6.51        | Femi Ogunode (QAT)                                                                                        | 6.52        |
| 400 m                   | Pavel Maslák (CZE)                                                                                                  | 45.24 NR    | Chris Brown (BAH)                                                                            | 45.58 PB    | Kyle Clemons (USA)                                                                                        | 45.74       |
| 800 m                   | MMohammed Aman (ETH)                                                                                                | 1:46.40     | Adam Kszczot (POL)                                                                           | 1:46.76     | Andrew Osagie (GBR)                                                                                       | 1:47.10     |
| 1500 m                  | Ayanleh Souleiman (DJI)                                                                                             | 3:37.52     | Aman Wote (ETH)                                                                              | 3:38.08     | Abdalaati Iguider (MAR)                                                                                   | 3:38.21     |
| 3000 m                  | Caleb Mwangangi Ndiku (KEN)                                                                                         | 7:54.94     | Bernard Lagat (USA)                                                                          | 7:55.22     | Dejen Gebremeskel (ETH)                                                                                   | 7:55.39     |
| 60 m. tanques           | Omo Osaghae (USA)                                                                                                   | 7.45 WL     | Pascal Martinot-Lagarde (FRA)                                                                | 7.46        | Garfield Darien (FRA)                                                                                     | 7.47 PB     |
| relleus 4x400 m. llisos | Estats UnitsKyle Clemons · David Verburg · Kind Butler III · Calvin Smith Jr. · Clayton Parros* · Rickey Babineaux* | 3:02.13 WR  | Regne UnitConrad Williams · Jamie Bowie · Luke Lennon-Ford · Nigel Levine · Michael Bingham* | 3:03.49     | JamaicaErrol Nolan · Allodin Fothergill · Akheem Gauntlett · Edino Steele · Dane Hyatt* · Jermaine Brown* | 3:03.69 NR  |
| Salt d'alçada           | Mutaz Essa Barshim (QAT)                                                                                            | 2.38 m AR   | Ivan Ukhov (RUS)                                                                             | 2.38 m      | Andriy Protsenko (UKR)                                                                                    | 2.36 m PB   |
| Salt amb perxa          | Konstadinos Filippidis (GRE)                                                                                        | 5.80 m SB   | Malte Mohr (Alemanya)                                                                        | 5.80 m      | Jan Kudlička (CZE)                                                                                        | 5.80 m PB   |
| Salt de llargada        | Mauro Vinícius da Silva (BRA)                                                                                       | 8.28 m NR   | Li Jinzhe (CHN)                                                                              | 8.23 m SB   | Michel Tornéus (SWE)                                                                                      | 8.21 m SB   |
| Triple salt             | Lyukman Adams (RUS)                                                                                                 | 17.37 m WL  | Ernesto Revé (CUB)                                                                           | 17.33 m     | Pedro Pablo Pichardo (CUB)                                                                                | 17.24 m     |
| Llançament de pes       | Ryan Whiting (USA)                                                                                                  | 22.05 m     | David Storl (Alemanya)                                                                       | 21.79 m SB  | Tomas Walsh (NZL)                                                                                         | 21.26 m AR  |
| Heptatló                | Ashton Eaton (USA)                                                                                                  | 6632 pts WL | Andrei Krauchanka (BLR)                                                                      | 6303 pts NR | Thomas van der Plaetsen (BEL)                                                                             | 6259 pts NR |

- Nota: * = Atletes que van participar en les sèries de qualificació.

### Categoria femenina
| Event                   | Or | Or                   | Plata | Plata       | Bronze                                                                                         | Bronze      |
| 60 m                    | Shelly-Ann Fraser-Pryce (JAM)                                                                                         | 6.98 WL              | Murielle Ahouré (CIV) | 7.01 SB     | Tianna Bartoletta (USA)                                                                        | 7.06 SB     |
| 400 m                   | Francena McCorory (USA)                                                                                               | 51.12                | Kaliese Spencer (JAM) | 51.54 PB    | Shaunae Miller (BAH)                                                                           | 52.06       |
| 800 m                   | Chanelle Price (USA)                                                                                                  | 2:00.09 WL           | Angelika Cichocka (POL)                                                                                                   | 2:00.45     | Maryna Arzamasava (BLR)                                                                        | 2:00.79 PB  |
| 1500 m                  | Abeba Aregawi (SWE)                                                                                                   | 4:00.61              | Axumawit Embaye (ETH) | 4:07.12 PB  | Nicole Sifuentes (CAN)                                                                         | 4:07.61 NR  |
| 3000 m                  | Genzebe Dibaba (ETH)                                                                                                  | 8:55.04              | Hellen Onsando Obiri (KEN)                                                                                                | 8:57.72     | Maryam Yusuf Jamal (BHR)                                                                       | 8:59.16     |
| 60 m. tanques           | Nia Ali (USA) | 7.80 PB              | Sally Pearson (AUS) | 7.85        | Tiffany Porter (GBR)                                                                           | 7.86 SB     |
| relleus 4x400 m. llisos | Estats UnitsNatasha Hastings · Joanna Atkins · Francena McCorory · Cassandra Tate · Jernail Hayes* · Monica Hargrove* | 3:24.83 WL           | JamaicaPatricia Hall · Anneisha McLaughlin · Kaliese Spencer · Stephenie Ann McPherson · Verone Chambers* · Natoya Goule* | 3:26.54 NR  | Regne UnitEilidh Child · Shana Cox · Margaret Adeoye · Christine Ohuruogu · Victoria Ohuruogu* | 3:27.90     |
| Salt d'alçada           | Mariya Kuchina (RUS) · Kamila Lićwinko (POL)                                                                          | 2.00 m SB 2.00 m =NR | No concedit | No concedit | Ruth Beitia (ESP)                                                                              | 2.00 m SB   |
| Salt amb perxa          | Yarisley Silva (CUB)                                                                                                  | 4.70 m               | Anzhelika Sidorova (RUS) Jiřina Svobodová (CZE)                                                                           | 4.70 m      | No concedit                                                                                    | No concedit |
| Salt de llargada        | Éloyse Lesueur (FRA)                                                                                                  | 6.85 m               | Katarina Johnson-Thompson (GBR)                                                                                           | 6.81 m PB   | Ivana Španović (SRB)                                                                           | 6.77 m      |
| Triple salt             | Ekaterina Koneva (RUS)                                                                                                | 14.46 m              | Olha Saladuha (UKR) | 14.45 m     | Kimberly Williams (JAM)                                                                        | 14.39 m SB  |
| Llançament de pes       | Valerie Adams (NZL)                                                                                                   | 20.67 m WL           | Christina Schwanitz (Alemanya)                                                                                            | 19.94 m     | Gong Lijiao (CHN)                                                                              | 19.24 m SB  |
| Pentatló                | Nadine Broersen (NED)                                                                                                 | 4830 pts WL, NR      | Brianne Theisen-Eaton (CAN)                                                                                               | 4768 pts NR | Alina Fyodorova (UKR)                                                                          | 4724 pts PB |

- Nota: * = Atletes que van participar en les sèries de qualificació.

## Medaller
| Posició | País            | Or | Plata | Bronze | Total |
| 1       | Estats Units    | 8  | 2     | 2      | 12    |
| 2       | Rússia          | 3  | 2     | 0      | 5     |
| 3       | Etiòpia         | 2  | 2     | 1      | 5     |
| 4       | Regne Unit      | 1  | 2     | 3      | 6     |
| 5       | Jamaica         | 1  | 2     | 2      | 5     |
| 6       | Polònia         | 1  | 2     | 0      | 3     |
| 7       | Cuba            | 1  | 1     | 1      | 3     |
| 7       | França          | 1  | 1     | 1      | 3     |
| 7       | República Txeca | 1  | 1     | 1      | 3     |
| 10      | Kenya           | 1  | 1     | 0      | 2     |
| 11      | Nova Zelanda    | 1  | 0     | 1      | 2     |
| 11      | Qatar           | 1  | 0     | 1      | 2     |
| 11      | Suècia          | 1  | 0     | 1      | 2     |
| 14      | Brasil          | 1  | 0     | 0      | 1     |
| 14      | Djibouti        | 1  | 0     | 0      | 1     |
| 14      | Grècia          | 1  | 0     | 0      | 1     |
| 14      | Països Baixos   | 1  | 0     | 0      | 1     |
| 18      | Alemanya        | 0  | 3     | 0      | 3     |
| 19      | Ucraïna         | 0  | 1     | 2      | 3     |
| 20      | Bahames         | 0  | 1     | 1      | 2     |
| 20      | Belarús         | 0  | 1     | 1      | 2     |
| 20      | Canadà          | 0  | 1     | 1      | 2     |
| 20      | Xina            | 0  | 1     | 1      | 2     |
| 24      | Austràlia       | 0  | 1     | 0      | 1     |
| 24      | Costa d'Ivori   | 0  | 1     | 0      | 1     |
| 26      | Bahrain         | 0  | 0     | 1      | 1     |
| 26      | Bèlgica         | 0  | 0     | 1      | 1     |
| 26      | Espanya         | 0  | 0     | 1      | 1     |
| 26      | Marroc          | 0  | 0     | 1      | 1     |
| 26      | Sèrbia          | 0  | 0     | 1      | 1     |
| Total   | Total           | 27 | 26    | 25     | 78    |